# یوکوسوکا، کاناگاوا
یوکوسوکا در استان کاناگاوا در کشور ژاپن واقع شده‌است که دارای جمعیت ۴۲۱٬۳۹۷ نفر و مساحت ۱۰۰٫۶۸ کیلومتر مربع با تراکم جمعیت ۴٬۱۸۶ نفر در کیلومترمربع است و در تاریخ ۱۵ فوریه ۱۹۰۷ به عنوان شهر شناخته شد.